# 대한민국 형사소송법 제42조
대한민국 형사소송법 제42조는 재판의 선고, 고지의 방식에 대한 형사소송법의 조문이다.

## 조문
제42조(재판의 선고, 고지의 방식) 재판의 선고 또는 고지는 공판정에서는 재판서에 의하여야 하고 기타의 경우에는 재판서등본의 송달 또는 다른 적당한 방법으로 하여야 한다. 단, 법률에 다른 규정이 있는 때에는 예외로 한다.

第42條(裁判의 宣告, 告知의 方式)裁判의 宣告 또는 告知는 公判廷에서는 裁判書에 依하여야 하고 其他의 境遇에는 裁判書謄本의 送達 또는 다른 適當한 方法으로 하여야 한다. 但, 法律에 다른 規定이 있는 때에는 例外로 한다.

## 참고 문헌
- 손동권 신이철, 새로운 형사소송법(초판, 2013), 세창, 2013. ISBN 9788984114081
- 신이철, 신형사소송법의 쟁점(2011)(개정판 7판), 유스티니아누스, 2010. ISBN 9788959460205